# William Thomas Stearn
William Thomas Stearn  (Cambridge, 16 de abril de 1911 — 9 de maio de 2001) foi botânico britânico.